# نيسان سيفيليان
نيسان سيفيليان هي سيارة ميكروباص أنتجت في 1959 من قبل شركة نيسان موتورز.

## وصلات خارجية
- الموقع الرسمي